# 田中実 (文学者)
田中 実（たなか みのる、1946年 - ）は、日本の日本近代文学研究者。都留文科大学名誉教授。
福岡県柳川市生まれ。1969年立教大学文学部日本文学科卒、1976年同大学院博士課程満期退学、攻玉社高等学校教諭、武蔵高等学校教諭、1978年都留文科大学講師、助教授、1987年教授、2012年定年退任、名誉教授。

## 著書
- 『小説の力 新しい作品論のために』大修館書店 1996
- 『読みのアナーキーを超えて いのちと文学』右文書院 1997

### 共編著
- 『日本文学研究資料新集 森鷗外 初期作品の世界』編 有精堂出版 1987
- 『森鴎外読本』須田喜代次、奥出健共編 双文社出版 1991
- 『川端康成 <ことば>の仕組み 対照読解』馬場重行、原善共編 蒼丘書林 1994
- 『芥川竜之介 <ことば>の仕組み 対照読解』菊地弘共編 蒼丘書林 1995
- 『<新しい作品論>へ、<新しい教材論>へ 文学研究と国語教育研究の交差』全6巻 須貝千里共編著 右文書院 1999
- 『文学の力×教材の力 小学校編 1～6年』須貝千里共編 教育出版 2001
- 『文学の力×教材の力 中学校編 1～3年』須貝千里共編 教育出版 2001
- 『文学の力×教材の力 理論編』須貝千里共編 教育出版 2001
- 『文学研究のたのしみ』鷺只雄,阿毛久芳,新保祐司,牛山恵共編 鼎書房 2002
- 『<新しい作品論>へ、<新しい教材論>へ 文学研究と国語教育研究の交差 評論編』全4巻 須貝千里共編著 右文書院 2003
- 『「読むことの倫理」をめぐって 文学・教育・思想の新たな地平』編著 右文書院 2003
- 『「これからの文学教育」のゆくえ』須貝千里共編著 右文書院 2005
- 『これからの文学研究と思想の地平』松澤和宏共編著 右文書院 2007
- 『文学が教育にできること 「読むこと」の秘鑰』須貝千里共編 教育出版 2012
- 『「読むこと」の術語集 文学研究・文学教育』監修 相沢毅彦,大谷哲,齋藤知也,佐野正俊,馬場重行編 双文社出版 2014
- 『21世紀に生きる読者を育てる 第三項理論が拓く文学研究/文学教育 高等学校』須貝千里,難波博孝共編 明治図書出版 2018